# レノックス・ガストー症候群
レノックス・ガストー症候群（レノックス・ガストーしょうこうぐん、Lennox–Gastaut syndrome, LGS）とは、小児期に発症する難治性のてんかんで、特に2歳から6歳の間に好発する。多彩なてんかん発作が頻繁に起きる、脳波検査で2.5 Hz未満の遅い棘徐波が検出される、中等度から重度の精神発達遅滞が見られる、という3つの徴候を特徴とする。日本では指定難病144に指定されている。

## 徴候と症状
主に8歳未満の小児に発症するものの、発症のピークとされる年齢は典型的には3-5歳である。症例の約30%でLGSに先行して乳児てんかんが見られ、54%という高値も報告されている。
LGSでは、複数の発作型のてんかんが見られることが典型的である。また、典型的には、他のてんかん症候群よりも幅広い発作が起こり得る。最も頻繁に起きる発作型は強直間代発作であり、夜間に多い（90%）。 2番目に多いのはミオクローヌス性発作であり、これはしばしば過度に疲れた時に起こる。
脱力発作、非定型欠神発作、強直間代発作の他、複合部分発作や部分発作もみられる。さらに、約半数の患者でめまい、無関心、無反応を特徴とする非痙攣性てんかん重積状態が見られる。発作により突然の脱力あるいは攣縮や平衡感覚の喪失を起こすことがあるため、患者は頭部や顔面への受傷を防ぐためヘルメットを着用することも多い。
日常的に起こる複数の発作型のてんかんの他、LGSの患児は精神発達遅滞や運動機能障害を合併することが多い。
本症候群では、睡眠中の速律動（全般性・両側対称性の10-20Hzの速波律動）と、全般性遅棘徐波（2-2.5Hzの棘徐波・鋭徐波）という特徴的な脳波波形が見られる。

## 原因
特定の原因はないが、ウエスト症候群から引き続いて発症する症例が約20%ほどある。患児は、新生児痙攣または部分てんかんおよび全般てんかんの病歴があることが多い。
最も一般的なもの（70-78%）は何らかの基礎疾患に伴う2次的なものである。基礎疾患としては脳症あるいは脳損傷あるいは他の疾患、あるいは発達障害が挙げられる。
よくあるのは結節性硬化症、遺伝性代謝異常、脳炎などの炎症性脳疾患、髄膜炎およびトキソプラズマ症、低酸素性虚血性脳症や外傷後脳損傷である。これらの基礎疾患を有する患児は、特発性（原因不明）のLGS患児よりも予後が悪い傾向にある。
遺伝子解析やエクソン・シークエンシングの進展により、レノックス・ガストー症候群と診断されたいくつかの症例で、CHD2、GABRB3、ALG13、SCN2Aを含む様々な遺伝子においてde novo変異を有することが明らかになっている。2013年にEpi4K研究コンソーシアムは、LGSおよび新生児痙攣を有する患者165人に対する全エクソン・シークエンシングを用いたコホート研究により、少なくとも15%でデノボ変異が見られることを報告している。Lundらの2013年の研究では、LGSやLGS様のてんかんの成人患者において通常はまれなコピー数多型（CNV）の頻度が高いことが分かった。
一方で、症例の約1/3は原因不明である。
レノックス・ガストー症候群および薬剤抵抗性/難治性てんかんは、急性間欠性ポルフィリン症や遺伝性コプロポルフィリン症および異型ポルフィリン症を含む神経性/内臓性ポルフィリン症と合併することがある。こういった症例では、ポルフィリンを生成する抗てんかん薬を避けるよう注意を払わなければならない。酵素検査やDNA検査が必要な小児では、診断が困難な場合がある。

## 診断
LGSの診断は確率的である。LGSの病態には他の障害と似た特徴を示すものがあり、その多くは重複している、と考えられるからである。
てんかん発作が頻繁かつ多彩な発作型を呈している場合や、典型的な脳波パターンがあることで明確な診断ができる。後者は全般性遅棘徐波および速律動である。睡眠中、頻繁に発作パターンが見られるが、同じ患者でも測定時期や左右で異なる。
一般的には、精神発達遅滞および認知障害を合併することを確認する。精神発達遅滞および認知障害がてんかん発作の発症に先行するか、てんかん発作を発症してから2年以内に認められた場合、LGSと診断する。
LGSを正しく診断するためには、脳の器質的病変あるいは形成異常との鑑別が重要であり、核磁気共鳴画像法（MRI）やコンピュータ断層撮影（CT）による検査が必要となる場合がある。強直発作がない「疑似レノックス症候群」との鑑別も重要であり、両者を区別するには睡眠中の脳波を測定するのが最良である。

## 治療
治療抵抗性の症例もあるが、これは治療が無益であるという意味ではない。 選択肢には抗てんかん薬、麻酔薬、プレドニゾンなどのステロイド、免疫グロブリンの他、患者によって奏功するその他の薬剤が挙げられる。

### 薬物療法
2013年現在、どの薬剤にも、高い有効性を示す確実なエビデンスはない。ルフィナミド、ラモトリギン、トピラマートおよびフェルバメートが有用であり得る。2018年6月25日には、カンナビジオールがアメリカ食品医薬品局（FDA）からLGSおよびドラベ症候群（乳児で重症ミオクローヌスてんかんを生じる希少疾患）の治療薬として承認された。

#### 第一選択薬
- ルフィナミド[14]
- バルプロ酸塩（バルプロ酸、バルプロ酸ナトリウムおよびその他の塩）
- フェルバメート
- ベンゾジアゼピン、特にクロナゼパム、ニトラゼパム、およびクロバザム

#### 第二選択薬
1999年、Sachdeoをはじめとするニュージャージー医科歯科大学とニューブランズウィック州Robert Wood Johnson Medical Schoolの研究チームは、トピラマートを服用している患者群の33%で発作（特に脱力および強直発作）が少なくとも50%減少したのに対し、プラセボ群では8%であったことを報告した。また、トピラマートの服用は補助療法として有効であることを2003年3月にEdith Alva Moncayoと Antonio Ruiz Ruizが報告した。
Motteは1997年にラモトリギンがLGSの治療に有効であると報告したが、プラセボと比較して治療群で最も一般的な副作用は風邪またはウイルス性疾患であった。アメリカ食品医薬品局（FDA）は1998年8月、カナダ保健省は1999年成人と子供のLGSにおける補助療法としてにラモトリギンを承認した。
フェルバメートは、他のすべての治療が奏功しなかったLGSに使用した場合、治療抵抗性部分発作および脱力発作の抑制においてプラセボより有意に効果を示すことが分かった。しかし、肝毒性があり副作用として再生不良性貧血を引き起こすことが知られている。

### 外科療法
緩和手術により、重症化や全般発作への移行を抑制することができる。
- 迷走神経刺激療法
- 脳梁離断術

外科手術の適応を受ける患者は、脳画像診断によって検証した上で発作源を取り除く手術を受ける。発作源のサイズにより、切除（小領域の除去）、離断（より大きな領域）、場合によっては半球切除（半球全体の離断または摘出）が行われる。
過去には、LGSは全て全般性てんかんであると考えられていたため、外科療法はLGS患者には事実上適応できないとされていた。2010年ごろから、この前提が再検討されるようになり、すべての手術オプションが評価されるようになった。韓国および中国でLGS患者に手術を行った研究報告によれば、5歳未満の患者で80%、5歳以上の患者でも40%が発作なし（EngelクラスI）に改善した。すべてのてんかん手術と同様、手術後数年で発作が再発する可能性はあるものの、手術により発作のない期間には患児の脳の発達が改善される。

### その他

#### ケトン食療法
ケトン食療法は、糖質を極端に制限した食事により、体内のケトン体の量が増加したケトーシスの状態とする療法。 抗てんかん薬の普及により一時廃れたが、難治性てんかんに効果があるとして見直され、普及している。

#### 免疫グロブリン静注療法
1986年以前に用いられていた療法で、van Rijckevorsel-Harmantらは、LGS患者7人に使用したところ脳波に改善が見られ、うち6人で痙攣発作の頻度が低下した、と発表した。

#### カンナビノイド療法
大麻草に含まれるカンナビノイドの一種、カンナビジオール（CBD）を用いる療法。86人の患者に、現在服用中の治療薬に加えてCBDを含む製剤であるエピディオレックスを投与、85人にプラセボを投与した。その結果、プラセボ投与の患者は発作が22%減少したのに対し、エピディオレックス投与の患者は発作が44%減少した。

## 予後
死亡率はフォローアップ期間8.5-9.7年間で3-7%の範囲である。事故による死亡も多い。

## 疫学
LGSは、てんかんの小児の約4%に見られ、女性よりも男性で多い。通常、発症は、3歳から5歳の間である。 LGSと診断される前に、神経学的な問題を抱えたり、他の形態のてんかんを有することが無い場合もある。2歳前後でLGSに進行する患者の20%に、ウエスト症候群の既往がある。

### フィンランド
1997年のヘルシンキ都市圏およびウーシマー県での地域別レトロスペクティブ調査によると、LGSの年間発生率は、1975年から1985年までに10万人中2人（0.002%）であった。

### アメリカ
1997年にジョージア州アトランタ都市圏のすべての子供について、「11歳未満で複数の発作型の発作があり、そのうち少なくとも1つの発作型で意識喪失を認めし、脳波に2.5Hz以下の遅棘徐波が見られること」という判定基準においてLGSの有病率は0.026%である、という研究がなされた。この研究では、LGSは小児てんかんの4%を占めると結論している。

## 歴史
LGSは、神経学者ウィリアム・G・レノックス（米国、ボストン）とヘンリー・ガストー（フランス、マルセイユ）の名に由来する。

### コミュニティ
アメリカにおいては、LGS患者の在宅介護者は、LGS財団および米国てんかん財団などからさまざまな支援および情報を得ることができる。 世界LGS啓発デー（International LGS Awareness Day）は11月1日である。

## 研究
Feucht らは、ビガバトリンがバルプロ酸では充分に発作を制御できない患者に対して効果があることを発見した。20人の子供のうち、1人に深刻な副作用（ジスキネジア）が生じた。
ゾニサミドは、日本で実施された比較試験および非比較試験において概ね有望であった。しかし、2004年12月に医師が実施した調査では、LGSおよびウエスト症候群患者のうちゾニサミドで改善が見られたのは28%に過ぎなかった。
カンナビジオールは、2017年に未発表の研究において有効性が示されていた。
ニューイングランド・ジャーナル・オブ・メディシン (NEJM）にも、1日に10-20mg/kgを服用している患者において、プラセボと比較して発作が有意に減少したという記事が掲載された。